# میناوار
میناوار (به انگلیسی: Minawar) یک روستا در پاکستان است که در گلگت-بلتستان واقع شده‌است. میناوار ۱٬۰۰۰ نفر جمعیت دارد و ۱٬۵۰۰ متر بالاتر از سطح دریا واقع شده‌است.